# Sphingulini
Tribu
Les Sphingulini sont une tribu d'insectes lépidoptères de la famille des Sphingidae, de la sous-famille des Smerinthinae.

## Systématique
- La tribu des Sphingulini  a été décrite par le zoologiste britannique Lionel Walter Rothschild et l'entomologiste allemand Karl Jordan, en 1903.

### Taxinomie

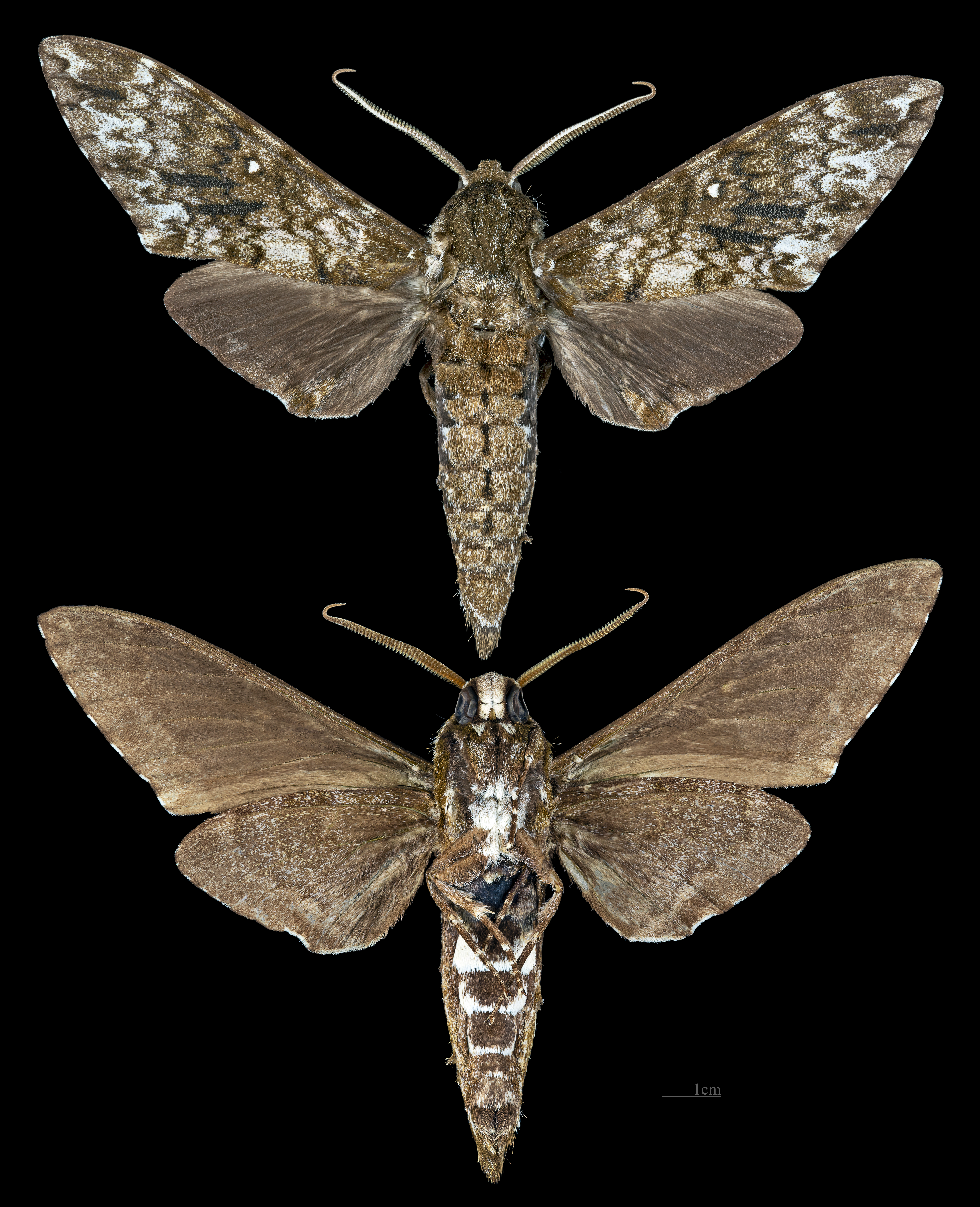
Dolbina
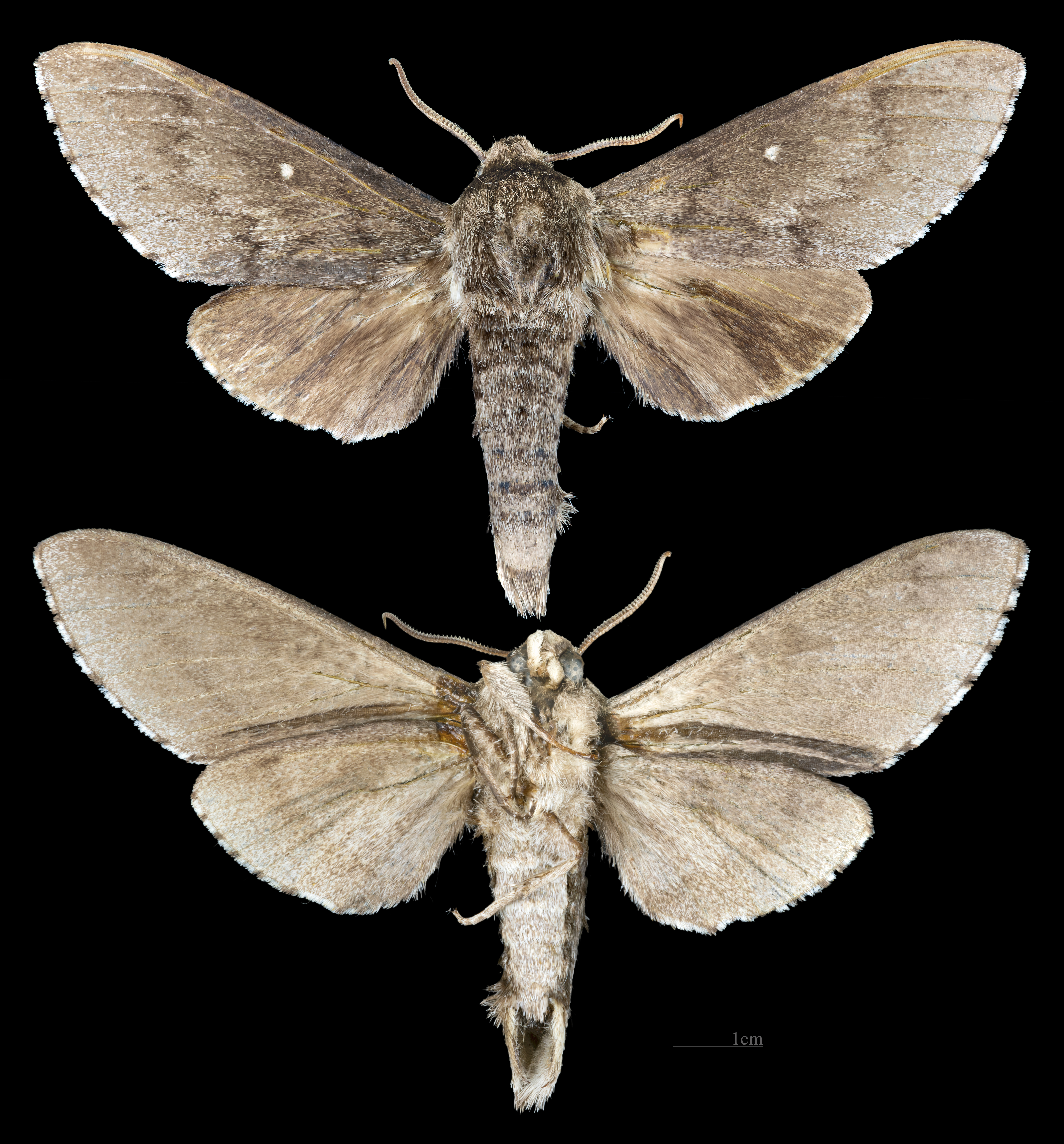
Sphingulus
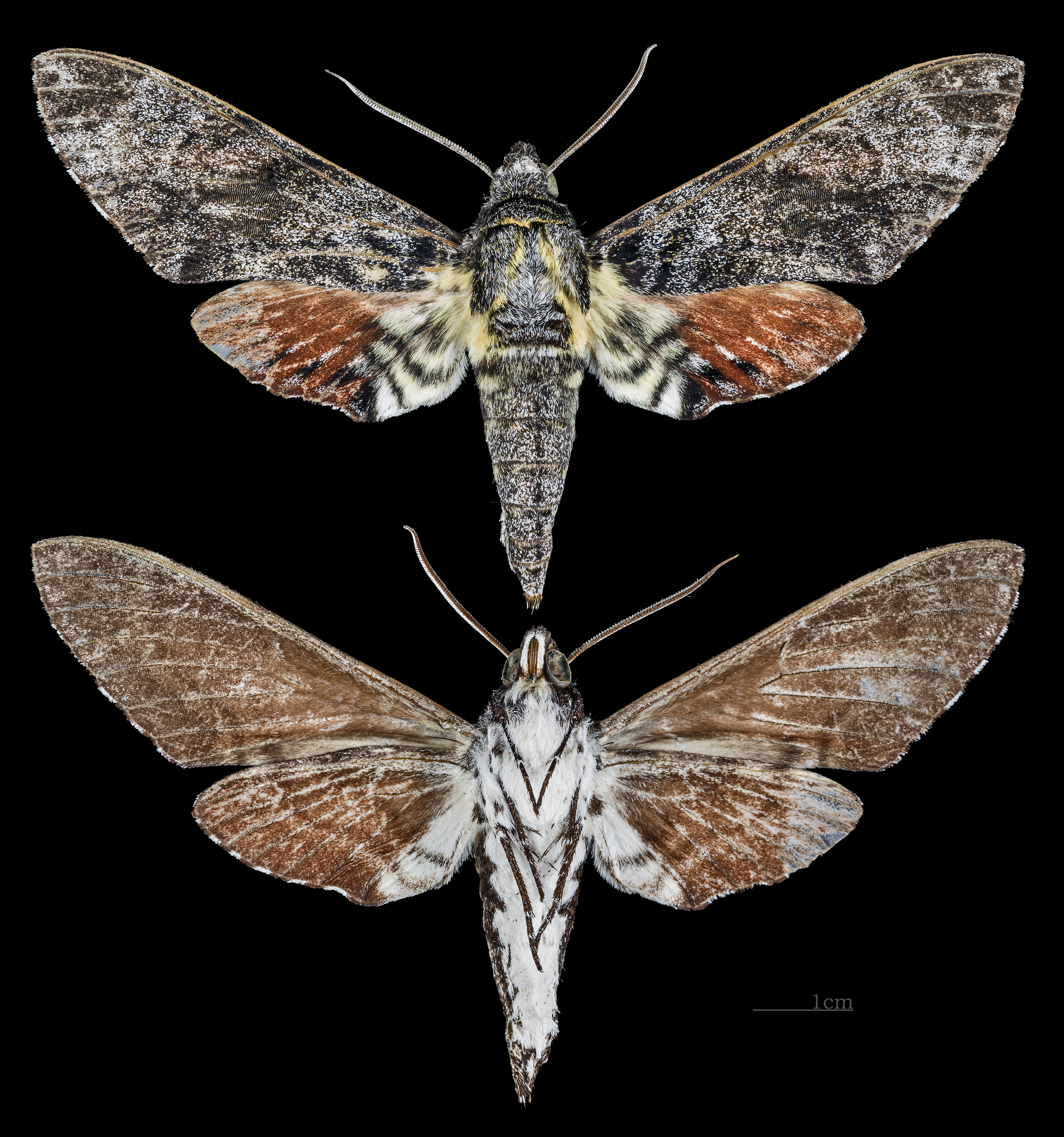
Tetrachroa

Liste des genres
- Dolbina Staudinger, 1877
- Hopliocnema Rothschild & Jordan, 1903
- Kentrochrysalis Staudinger, 1887
- Monarda Druce, 1896
- Pentateucha Swinhoe, 1908
- Sphingulus Staudinger, 1887
- Synoecha Rothschild & Jordan, 1903
- Tetrachroa Rothschild & Jordan, 1903

- Dolbina
- Sphingulus
- Tetrachroa